# Храмцов, Фёдор Степанович
Фёдор Степанович Храмцов (2 февраля 1942, Лазо, Приморский край, РСФСР — 2 августа 2014, Барнаул, Российская Федерация) — советский и российский тренер по греко-римской борьбе, заслуженный тренер РСФСР.

## Биография
В юности занимался волейболом. Начал тренироваться в Чите под руководством заслуженного тренера РСФСР Э. Р. Фрунджиева, в СКА Забайкальского Военного округа. Выступал в полутяжелом весе. Бронзовый призёр первенства Вооруженных сил (1964), четырёхкратный серебряный призёр чемпионата РСФСР, бронзовый призёр Спартакиады народов РСФСР (1971), чемпион СССР в командном зачете (1969), победитель международного турнира памяти спортсмена-антифашиста В. Зееленбиндера в ГДР (1970).
В 1970 г. окончил факультет физического воспитания Барнаульского педагогического института. С 1978 г. — старший тренер ШВСМ Алтайского края (Алтайского краевого центра олимпийского резерва) по греко-римской борьбе. Среди его воспитанников: призёр чемпионата мира В. Мартиросян, призёр чемпионата России М. Решетников, победитель международных турниров М. Стародубцева, призёра первенства Европы В. Таловский, призёр первенства мира С. Матвейчук.
Мастер спорта международного класса по греко-римской борьбе (1970), заслуженный тренер РСФСР (1991).
Сыграл роль оружейника Просперо в фильме «Приключения в городе, которого нет» (1974).